# Charles Willoughby
Charles Willoughby, ps. Sir Charles (ur. 8 marca 1892 w Heidelbergu, zm. 25 października 1972 w Naples) – amerykański wojskowy, generał major.
Prawdziwe nazwisko Adolf Tscheppe-Weidenbach. Zmienił nazwisko po przyjeździe do USA tuż przed I wojną światową. Służył w Armii Stanów Zjednoczonych. Szef wywiadu u generała Douglasa MacArthura. Brał udział w II wojnie światowej i w wojnie w Korei. Odszedł z armii w 1951.
W 1952 wydał książkę Shanghai Conspiracy, w której m.in. opisał działania Agnes Smedley jako agentki wpływu.